# Неф, Рёсли
Рёсли Неф (фр. Rösli Näf, 1911, Гларус — 1996) — медсестра Международного Красного Креста (МКК), «Праведница народов мира».

## Биография
МКК назначил Неф заботиться о группе детей, отправленных из Бельгии во Францию, чтобы они могли оставаться в безопасности на время войны. Родители этих детей не знали, что Франция вскоре также будет оккупирована нацистами. Она работала в департаменте Арьеж, на территории Вишистской Франции. Во время Холокоста Неф спасла от смерти 90 еврейских детей и подростков, предоставляя им убежище, спасая от депортации даже тех, кто уже попал в лагеря на территории Франции и организовав переход через границу Швейцарии. За свою деятельность была уволена из МКК. После войны жила в Дании.

## Интересный факт
- Рёсли Неф три года помогала доктору Альберту Швейцеру в Африке.

## Признание
- О ней в 1987 году был снят фильм The Chain.
- Во Франции Неф и другим героям войны в сентябре 2014 был установлен памятник вблизи швейцарской границы[8].